# Rapsodomancia
Rapsodomancia es una forma antigua de adivinación que se ejecutaba escogiendo por algún método un pasaje concreto o poema a partir del cual se obtenía información.
Había varios métodos para practicar la rapsodomancia. A veces, los individuos escribirían varios versos o frases de un poeta en múltiples trozos  de madera, papel o un material similar, las agitaban dentro de una urna y elegían uno al azar. A veces, lanzaban dados sobre una mesa que estaba cubierta con versos; aquel en el que aterrizaba el dado se decía que contenía la predicción.
En Roma antigua, el método de las suertes implicaba abrir un libro y escoger un verso a primera vista.  Este método era particularmente llamado las sortes Praenestinae, y después, según el poeta que era utilizado, sortes Homerica, sortes Virgilianae, etc.